# Heerlijkheid Westerburg

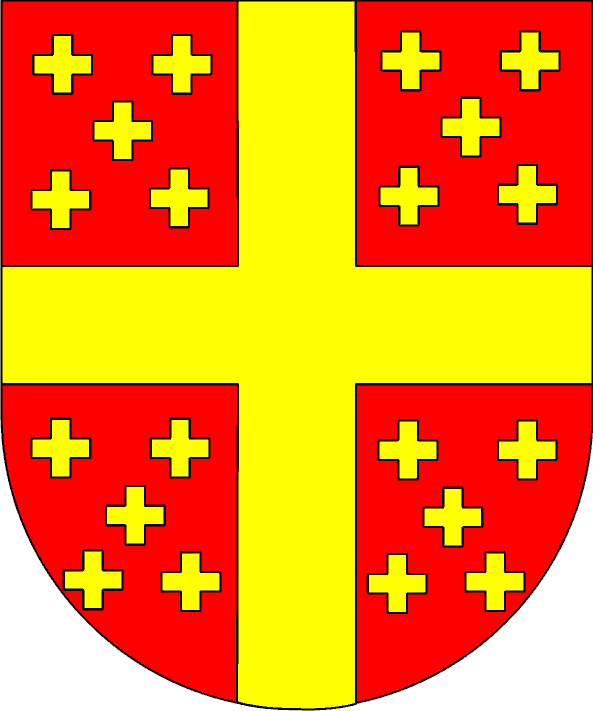
Wapen van Westerburg

Westerburg was een tot de Boven-Rijnse Kreits behorende heerlijkheid binnen het Heilige Roomse Rijk.

## De heerlijkheid tot de successie in Leiningen in 1467
In 1209 wordt de burcht Westerburg in het Westerwald (Rijnland-Palts) voor het eerst vermeld. Reeds in de twaalfde eeuw moet de burcht bestaan hebben als zetel van de voogden van het sticht Gemünden. Siegfried van Runkel (1181-1226) verwerft de voogdij Gemünden en Westerburg door zijn huwelijk. Na zijn dood blijft de heerlijkheid Westerburg aanvankelijk in gemeenschappelijk bezit van zijn zoons, maar nadat er conflicten ontstaan wordt in het vergelijk van 1288 vastgelegd dat de oudere linie Westerburg en Schadeck krijgt en de jongere linie Runkel. Gemeenschappelijk blijven de gerechten Gemünden, Seck, Wenigenvillmar en de heerlijkheid Westerwald.
Inmiddels is door het huwelijk van Hendrik II van Westerburg met Agnes van Limburg in 1271/9 verworven: een deel van de heerlijkheid Schaumburg (tot 1656). een zesde deel van de heerlijkheid Kleeberg en een deel van Hüttenberg.
In 1321 wordt de heer gedwongen een gebied waar zich een oversteekplaats van de Lahn bevindt aan het keurvorstendom Trier te verkopen, waar later onder bisschop Balduin van het keurvorstendom Mainz de burcht Balduinstein zal verrijzen. Het in 1328 verworven gerecht Habenscheid wordt verenigd met Schaumburg. In 1346 moet de helft van de burcht Schadeck aan het keurvorstendom Trier worden afgestaan en in 1356 een deel van Weltersburg aan het graafschap Sayn.
Onenigheden over het Westerwald worden door een vergelijk in 1396 beëindigd, waarbij de rechten van de heer van Westerburg worden beperkt.

## Westerburg als deel van Leiningen-Westerburg
Door het huwelijk van Reinhard IV met Margartetha van Leiningen wordt in 1467 het grootste deel van het graafschap Leiningen geërfd. Sindsdien staat de dynastie bekend onder de naam Leiningen-Westerburg. Daarnaast blijft een deel van Leiningen in het bezit van de graven van Leiningen. De graven resideren voortaan in Leiningen en de heerlijkheid Westerburg wordt een nevenland.
Na de dood van Kuno III in 1557 verdelen zijn zoons de bezittingen, waardoor er een zijtak te Westerburg ontstaat, die in 1597 uitsterft. In 1598 is er het Friedberger delingsverdrag.
In 1599 komt er een eind aan het sinds 1288 bestaande gemeenschappelijk bezit van Gemünden. Het graafschap Wied (de rechstopvolger van de heerlijkheid Runkel) staat zijn aandeel af aan het graafschap Westerburg. In 1612 is er het Schadecker delingsverdrag. In 1656 wordt de heerlijkheid Schaumburg verkocht aan het graafschap Holzappel.
Na het uitsterven van de hoofdtak in Leingen in 1705 volgt er een nieuwe deling.
Als in 1797 het graafschap Leiningen door Frankrijk wordt ingelijfd, blijft Westerburg als belangrijkste bezitting over.
In paragraaf 20 van de Reichsdeputationshauptschluss(RDH) van 25 februari 1803 wordt de schadloosstelling van het totale huis Leiningen geregeld voor het verlies van het graafschap Leiningen, het graafschap Dagsburg en de heerlijkheid Weikersheim.
- De oudere linie (van Christof Christiaan) krijgt de abdij en het klooster Ilbenstadt met de landshoogheid.
- De jongere linie (van Georg) krijgt de abdij Engelthal.

In artikel 24 van de Rijnbondakte van 12 juli 1806 worden de heerlijkheden Westerburg en Schadeck onder de soevereiniteit van het groothertogdom Berg en de heerlijkheid Ilbenstadt onder de soevereiniteit van het groothertogdom Hessen-Darmstadt gesteld: de mediatisering.
Als na de Franse nederlagen de prins van Oranje in november 1813 zijn erflanden weer in bezit kan nemen, mag hij ook de soevereiniteit over Westerburg en Schadeck van het groothertogdom Berg overnemen. Op 31 mei 1815 staat hij de gebieden aan het koninkrijk Pruisen af, dat ze delfde dag aan het hertogdom Nassau afstaat.

## Regenten
| regering  | naam                   | geboren    | overleden  | familie                        |
| --------- | ---------------------- | ---------- | ---------- | ------------------------------ |
| 1459-1522 | Reinhard I             | 28-8-1453  | -2-1522    | zoon van Kuno I van Westerburg |
| 1522-1523 | Philips I              | 9-4-1483   | 1523/24    | zoon                           |
| 1523-1547 | Kuno II                | 27-9-1487  | 23-11-1547 | broer                          |
| 1547-1584 | Reinhard II            | 19-11-1530 | 17-9-1584  | zoon                           |
| 1584-1597 | Albrecht Philips       | 22-4-1567  | 21-8-1597  | zoon                           |
| 1597-1597 | Johan Lodewijk         | 17-11-1572 | 22-8-1597  | broer                          |
| 1597-1612 | Philips Johan          | 1-9-1572   | 14-7-1612  | kleinzoon van Kuno II          |
| 1597-1655 | Reinhard III           | 24-10-1574 | 14-10-1655 | broer                          |
| 1597-1632 | Christoph              | 30-9-1575  | 1635       | broer                          |
| 1632-1695 | Georg Willem           | 10-2-1619  | 22-11-1695 | zoon                           |
| 1695-1705 | Christof Christiaan    | 11-3-1656  | 17-5-1720  | zoon                           |
| 1705-1726 | Georg II               | 2-3-1666   | 4-5-1726   | broer                          |
| 1726-1787 | Georg Karel I Lodewijk | 17-2-1717  | 19-3-1787  | zoon                           |
| 1787-1798 | Karel II Gustaaf       | 28-6-1747  | 2-4-1798   | zoon                           |
| 1798-1806 | Karel III              | 8-9-1767   | 26-11-1813 | zoon                           |